# Damily
Damily est un musicien de tsapiky, né en 1968 à Tongobory, Madagascar.

## Carrière
Son groupe de musique, fondé à la fin des années 1980, porte son nom.
Sa carrière débute dans le Madagascar du sud ouest des années 1990. Il s'établit en France en 2001, et sa carrière prend alors un tour européen, puis international à partir de 2006.

## Discographie
- 1993 : Tsipirano
- 1995 : Safo-drano
- 1996 : Masoandro - Pamaraky
- 1997 : Lazan'ny tany
- 1999 : Tsondemboke l'an 2000
- 2000 : Mihetsiketsike
- 2002 : Andao tsika hitsinjaky
- 2004 : Tsapiky. Panorama d'une jeune musique de Tuléar
- 2007 : Ravinahitsy
- 2011 : Ela Lia
- 2015 : Very Aomby
- 2018 : Valimbilo
- 2020 : Early Years : Madagascar cassettes archives
- 2025 : Fihisa